# Benedetto Fioretti
Benedetto Fioretti di Mercatale (Pseudônimos: Udeno Nisiely da Vernio; Fracastoro) (1579-1642), (Mercatale, perto de Pistóia, 18 de outubro de 1579 — Pistóia 30 de junho de 1642) foi filósofo, teólogo, gramático, poeta, crítico literário, filólogo e educador italiano. Foi autor da obra Proginnasmi poetici (publicada em 5 volumes entre 1620-1639), ampla coletânea de notas críticas sobre autores de várias épocas, desde os gregos e latinos até os escritores italianos do século XVI, de onde emergem a extraordinária versatilidade e a riqueza de interesses do autor.  Como moralista, escreveu as obras Osservazioni di creanze (Observações sobre a fé) e Esercizi morali (1633, Exercícios morais).  Foi crítico mordaz de Ariosto, Aristóteles e de outros autores clássicos.  Foi também cofundador da Academia dos Apatistas. Segundo Girolamo Tiraboschi (1731-1794), foi mais poeta do que filósofo.

## Biografia
Aos vinte e dois anos tornou-se sacerdote, mas descuidou-se dos deveres como ministro de Deus, tendo uma vida desregrada de tal modo que o Conde Giovanni Bardi, feudatário de Vérnio, por diversas vezes o admoestou para uma vida mais contida.  Porém este respondeu às ameaças com uma sátira que chegou às mãos do conhecido conde, que, de imediato, ordenou a prisão de Fioretti.  Mas o astuto sacerdote foge e os partidários do conde encontraram somente uma inscrição na casa do sacerdote que dizia: Resurrexit, non est hic (Ele não está aqui, mas ressuscitou).  De fato, havia se refugiado em Florença, onde, com o passar do tempo, mudou totalmente a sua vida: dedicou-se aos estudos e à literatura e tornou-se um sacerdote íntegro.  Permaneceu recluso em sua residência do Oriuolo e mudou também o nome tornando-se Udeno Nisieli, que significa de ninguém, com exceção de Deus.  Publicou numerosas obras, demonstrando ser diligente filólogo e crítico mordaz.  A sua obra prima é a coletânea poética Proginnasmi, em cinco volumes, contendo críticas aos poetas gregos, latinos e italianos.  Infelizmente a figura de Benedetto Fioretti foi esquecida pela literatura com o passar do tempo, talvez por ter sido excessivamente franco.
Ao seu pseudônimo costumava adicionar a qualificação de acadêmico apatista, como a indicar a falta de paixão em suas considerações poéticas.  A total imparcialidade de seus juízos era condição essencial para sentir-se membro desta academia imaginária, que mais tarde, por generosidade de Agostino Coltellini, foi concretizada com o objetivo de reunir pessoas com hábitos salutares e políticos empenhados.
Segundo Francesco Cionacci (1633-1714), em sua obra Vita di Benedetto Fioretti, ele foi sepultado na Igreja de São Basílio dos confrades da Congregação do Espírito Santo, aos quais deixou como herança a sua Biblioteca e os seus escritos.

## Obras
- Polifemo Briaco (1627)
- Proginnasmi poetici (versão em 3 volumes, mas que originalmente constituía-se de 5 livros).  O volume 5 desta obra mais tarde seria apresentada a Leopoldo de Toscana que a ela se referiu como obra de grande erudição, que pondera os méritos dos grandes escritores do universo, e revela os artifícios mais singulares da Poética.[9]
- Osservazioni di creanze, Publicador Jacopo Sabatini (1675).
- Esercizi morali (1633).
- Rimario e Sillabario - di Udeno Nisieli.